# Skilanglauf-Alpencup 2011/12
Der Skilanglauf-Alpencup 2011/12 war eine von der FIS organisierte Wettkampfserie, die zum Unterbau des Skilanglauf-Weltcups 2011/12 gehörte.  Sie begann am 10. Dezember 2011 in Pokljuka und endete am 18. März 2012 in Toblach.

## Männer

### Resultate
| 1. Alpencup in Pokljuka, 10. und 11. Dezember 2011 | 1. Alpencup in Pokljuka, 10. und 11. Dezember 2011 | 1. Alpencup in Pokljuka, 10. und 11. Dezember 2011 | 1. Alpencup in Pokljuka, 10. und 11. Dezember 2011 | 1. Alpencup in Pokljuka, 10. und 11. Dezember 2011 |
| -------------------------------------------------- | -------------------------------------------------- | -------------------------------------------------- | -------------------------------------------------- | -------------------------------------------------- |
| Datum                                              | Disziplin                                          | Erster Platz                                       | Zweiter Platz                                      | Dritter Platz                                      |
| 10. Dezember 2011                                  | 10 km klassisch                                    | Valerio Checchi                                    | Nikolai Bolotow                                    | Alexei Soloview                                    |
| 11. Dezember 2011                                  | 10 km Freistil                                     | Christophe Perrillat                               | Paul Constantin Pepene                             | Paul Goalabre                                      |

| 2. Alpencup in St.Ulrich, 16. bis 18. Dezember 2011 | 2. Alpencup in St.Ulrich, 16. bis 18. Dezember 2011 | 2. Alpencup in St.Ulrich, 16. bis 18. Dezember 2011 | 2. Alpencup in St.Ulrich, 16. bis 18. Dezember 2011 | 2. Alpencup in St.Ulrich, 16. bis 18. Dezember 2011 |
| --------------------------------------------------- | --------------------------------------------------- | --------------------------------------------------- | --------------------------------------------------- | --------------------------------------------------- |
| Datum                                               | Disziplin                                           | Erster Platz                                        | Zweiter Platz                                       | Dritter Platz                                       |
| 16. Dezember 2011                                   | Sprint                                              | Ilja Tschernoussow                                  | Andreas Katz                                        | Nikolai Bolotow                                     |
| 17. Dezember 2011                                   | 10 km klassisch                                     | Ilja Tschernoussow                                  | Sergei Turyschtschew                                | Nikolai Bolotow                                     |
| 18. Dezember 2011                                   | 15 km klassisch Mst                                 | Marco Mühlematter                                   | Sjarhej Dalidowitsch                                | Sergei Turyschtschew                                |

| 3. Alpencup in Arvieux, 6. bis 8. Januar 2012 | 3. Alpencup in Arvieux, 6. bis 8. Januar 2012 | 3. Alpencup in Arvieux, 6. bis 8. Januar 2012 | 3. Alpencup in Arvieux, 6. bis 8. Januar 2012 | 3. Alpencup in Arvieux, 6. bis 8. Januar 2012 |
| --------------------------------------------- | --------------------------------------------- | --------------------------------------------- | --------------------------------------------- | --------------------------------------------- |
| Datum                                         | Disziplin                                     | Erster Platz                                  | Zweiter Platz                                 | Dritter Platz                                 |
| 6. Januar 2012                                | 3,3 km klassisch                              | Nicola Morandini                              | Jonas Baumann                                 | Fabrizio Clementi                             |
| 7. Januar 2012                                | 10 km Freistil                                | Ivan Perrillat Boiteux                        | Marco Mühlematter                             | Adrien Mougel                                 |
| 8. Januar 2012                                | 15 km klassisch Mst.                          | Jonas Baumann                                 | Andreas Katz                                  | Ivan Perrillat Boiteux                        |

| 4. Alpencup in Zwiesel, 14. und 15. Januar 2012 | 4. Alpencup in Zwiesel, 14. und 15. Januar 2012 | 4. Alpencup in Zwiesel, 14. und 15. Januar 2012 | 4. Alpencup in Zwiesel, 14. und 15. Januar 2012 | 4. Alpencup in Zwiesel, 14. und 15. Januar 2012 |
| ----------------------------------------------- | ----------------------------------------------- | ----------------------------------------------- | ----------------------------------------------- | ----------------------------------------------- |
| Datum                                           | Disziplin                                       | Erster Platz                                    | Zweiter Platz                                   | Dritter Platz                                   |
| 14. Januar 2012                                 | Sprint                                          | Paul Goalabre                                   | Gianluca Cologna                                | Martin Bouchet                                  |
| 15. Januar 2012                                 | 20 km Skiathlon                                 | Jonas Dobler                                    | Paul Goalabre                                   | Fabio Clementi                                  |

| 5. Alpencup in Campra, 3. bis 5. Februar 2012 | 5. Alpencup in Campra, 3. bis 5. Februar 2012 | 5. Alpencup in Campra, 3. bis 5. Februar 2012 | 5. Alpencup in Campra, 3. bis 5. Februar 2012 | 5. Alpencup in Campra, 3. bis 5. Februar 2012 |
| --------------------------------------------- | --------------------------------------------- | --------------------------------------------- | --------------------------------------------- | --------------------------------------------- |
| Datum                                         | Disziplin                                     | Erster Platz                                  | Zweiter Platz                                 | Dritter Platz                                 |
| 3. Februar 2012                               | Sprint klassisch                              | Dario Cologna                                 | Nicola Morandini                              | Cyril Miranda                                 |
| 4. Februar 2012                               | 10 km klassisch                               | Dario Cologna                                 | Hannes Dotzler                                | Tom Reichelt                                  |
| 5. Februar 2012                               | 15 km Freistil Verfolgung                     | Romain Vandel                                 | Sebastian Eisenlauer                          | Jonas Dobler                                  |

| 6. Alpencup in Rogla, 10. und 11. März 2012 | 6. Alpencup in Rogla, 10. und 11. März 2012 | 6. Alpencup in Rogla, 10. und 11. März 2012 | 6. Alpencup in Rogla, 10. und 11. März 2012 | 6. Alpencup in Rogla, 10. und 11. März 2012 |
| ------------------------------------------- | ------------------------------------------- | ------------------------------------------- | ------------------------------------------- | ------------------------------------------- |
| Datum                                       | Disziplin                                   | Erster Platz                                | Zweiter Platz                               | Dritter Platz                               |
| 10. März 2012                               | 10 km Freistil                              | Ivan Perrillat Boiteux                      | Mathias Wibault                             | Fabio Clementi                              |
| 11. März 2012                               | 30 km klassisch Mst                         | Marco Mühlematter                           | Ivan Perrillat Boiteux                      | Mathias Wibault                             |

| 7. Alpencup in Toblach, 16. bis 18. März 2012 | 7. Alpencup in Toblach, 16. bis 18. März 2012 | 7. Alpencup in Toblach, 16. bis 18. März 2012 | 7. Alpencup in Toblach, 16. bis 18. März 2012 | 7. Alpencup in Toblach, 16. bis 18. März 2012 |
| --------------------------------------------- | --------------------------------------------- | --------------------------------------------- | --------------------------------------------- | --------------------------------------------- |
| Datum                                         | Disziplin                                     | Erster Platz                                  | Zweiter Platz                                 | Dritter Platz                                 |
| 16. März 2012                                 | 3,3 km Freistil                               | Pietro Piller Cottrer                         | Fabio Clementi                                | Mirco Bertolina                               |
| 17. März 2012                                 | 10 km klassisch                               | Valerio Checchi                               | Fabrizio Clementi                             | Jonas Baumann                                 |
| 18. März 2012                                 | 15 km Freistil Verfolgung                     | Ales Razym                                    | Remo Fischer                                  | Tom Reichelt                                  |

### Junioren Resultate
| Datum                                | Austragungsort | Altersklasse | Disziplin                  | Sieger               | Zweiter                 | Dritter                |
| ------------------------------------ | -------------- | ------------ | -------------------------- | -------------------- | ----------------------- | ---------------------- |
| 10. Dezember 2011                    | Pokljuka       | U20          | 10 km klassisch            | Adrien Backscheider  | Max Hauke               | Florian Notz           |
| 11. Dezember 2011                    | Pokljuka       | U20          | 10 km Freistil             | Adrien Backscheider  | Max Hauke               | Erwan Käser            |
| Skilanglauf-Europameisterschaft 2012 |                |              |                            |                      |                         |                        |
| 16. Dezember 2011                    | St.Ulrich      | U18          | Sprint                     | Miha Šimenc          | Johannes Fabian Kattnig | Jacob Cordutch         |
| 17. Dezember 2011                    | St.Ulrich      | U18          | 10 km klassisch            | Miha Šimenc          | Petr Knop               | Jakub Antos            |
| 18. Dezember 2011                    | St.Ulrich      | U18          | 10 km klassisch Mst        | Petr Knop            | Florin Daniel Pripici   | Jakub Antos            |
| 16. Dezember 2011                    | St.Ulrich      | U20          | Sprint                     | Adrien Backscheider  | Max Hauke               | Roman Schaad           |
| 17. Dezember 2011                    | St.Ulrich      | U20          | 10 km klassisch            | Adrien Backscheider  | Erwan Käser             | Dominik Baldauf        |
| 18. Dezember 2011                    | St.Ulrich      | U20          | 15 km klassisch Mst        | Adrien Backscheider  | Clément Parisse         | Corsin Hösli           |
| 6. Januar 2012                       | Arvieux        | U20          | 3,3 km klassisch           | Adrien Backscheider  | Florin Eberspacher      | Francesco De Fabiani   |
| 7. Januar 2012                       | Arvieux        | U20          | 10 km Freistil             | Erwan Käser          | Claudio Muller          | Adrien Backscheider    |
| 8. Januar 2012                       | Arvieux        | U20          | 15 km klassisch Verfolgung | Francesco De Fabiani | Martin Weisheit         | Michael Fehrenbach     |
| 14. Januar 2012                      | Zwiesel        | U20          | Sprint Freistil            | Claudio Muller       | Samson Schairer         | Matjaz Gorjanc         |
| 15. Januar 2012                      | Zwiesel        | U20          | 20 km Skiathlon            | Adrien Backscheider  | Claudio Muller          | Roman Ragosin          |
| 3. Februar 2012                      | Campra         | U20          | Sprint klassisch           | Lennart Metz         | Corsin Hösli            | Mauro Brigadoi         |
| 4. Februar 2012                      | Campra         | U20          | 10 km klassisch            | Francesco De Fabiani | Livio Bieler            | Claudio Muller         |
| 5. Februar 2012                      | Campra         | U20          | 15 km Freistil Verfolgung  | Mathias Dheyriat     | Giandomenico Salvadori  | Jason Rüesch           |
| 10. März 2012                        | Rogla          | U20          | 10 km Freistil             | Adrien Backscheider  | Claudio Muller          | Giandomenico Salvadori |
| 11. März 2012                        | Rogla          | U20          | 15 km klassisch Mst        | Adrien Backscheider  | Florian Notz            | Lennart Metz           |
| 16. März 2012                        | Toblach        | U20          | 3,3 km Freistil            | Max Hauke            | Claudio Muller          | Adrien Backscheider    |
| 17. März 2012                        | Toblach        | U20          | 10 km klassisch            | Adrien Backscheider  | Erwan Käser             | Max Hauke              |
| 18. März 2012                        | Toblach        | U20          | 15 km Freistil Verfolgung  | Martin Weisheit      | Adrien Backscheider     | Max Hauke              |

### Gesamtwertung Männer
| Rang | Name                   | Punkte |
| ---- | ---------------------- | ------ |
| 01   | Marco Mühlematter      | 778    |
| 02   | Ivan Perrillat Boiteux | 723    |
| 03   | Jonas Baumann          | 666    |
| 04   | Fabio Clementi         | 552    |
| 05   | Andreas Katz           | 540    |
| 06   | Paul Goalabre          | 510    |
| 07   | Fabrizio Clementi      | 466    |
| 08   | Nicola Morandini       | 449    |
| 09   | Mattia Pellegrin       | 427    |
| 10   | Adrien Mougel          | 383    |
| 11.  | Thomas Bing            | 371    |
| 12.  | Valerio Checchi        | 351    |
| 13.  | Jonas Dobler           | 340    |
| 14.  | Philipp Marschall      | 329    |
| 15.  | Tom Reichelt           | 316    |
| 16.  | Stefano Gardener       | 295    |
| 17.  | Mirco Bertolina        | 291    |
| 18.  | Romain Vandel          | 278    |
| 19.  | Maicol Rastelli        | 250    |
| 20.  | Giovanni Gullo         | 239    |
| 21.  | Andy Kühne             | 235    |
| 22.  | Franz Göring           | 229    |
| 23.  | Valentin Mättig        | 227    |
| 24.  | Pietro Piller Cottrer  | 220    |
| 25.  | Dario Cologna          | 200    |
| 25.  | Mathias Wibault        | 200    |
| 27.  | Gianluca Cologna       | 198    |
| 28.  | Alexis Jeannerod       | 188    |
| 29.  | Hannes Dotzler         | 180    |
| 30.  | Tao Quemere            | 174    |
| 31.  | Roy Meingast           | 163    |
| 32.  | Alexander Wolz         | 155    |
| 33.  | Cyril Miranda          | 140    |
| 34.  | Valerio Leccardi       | 137    |

| Rang | Name                 | Punkte |
| ---- | -------------------- | ------ |
| 35.  | Vicenç Vilarrubla    | 133    |
| 36.  | Louis Descamps       | 126    |
| 37.  | Roman Furger         | 123    |
| 38.  | Renaud Jay           | 116    |
| 39.  | Martin Egraz         | 113    |
| 39.  | Christophe Perrillat | 113    |
| 41.  | Damien Tarantola     | 107    |
| 42.  | Markus Bader         | 100    |
| 42.  | Clement Molliet      | 100    |
| 44.  | Bernhard Tritscher   | 97     |
| 45.  | Aurelius Herburger   | 95     |
| 46.  | Thomas Wick          | 84     |
| 47.  | Martin Bouchet       | 80     |
| 48.  | Bertrand Hamoumraoui | 78     |
| 49.  | Daniel Heun          | 75     |
| 50.  | Sebastian Eisenlauer | 74     |
| 50.  | Luca Orlandi         | 74     |
| 52.  | Bernhard Benedikt    | 73     |
| 53.  | Cyril Gaillard       | 70     |
| 53.  | Daniel Yeuilla       | 70     |
| 55.  | Oliver Wünsch        | 69     |
| 56.  | Remo Fischer         | 66     |
| 56.  | Janmatie Kostner     | 66     |
| 58.  | Bastien Poirrier     | 64     |
| 59.  | Markus Weeger        | 57     |
| 60.  | Mauro Gruber         | 52     |
| 61.  | Ueli Schnider        | 51     |
| 62.  | Pierre Guedon        | 49     |
| 62.  | Manuel Hirner        | 49     |
| 64.  | Andrea Zattoni       | 44     |
| 65.  | Philipp Hälg         | 41     |
| 65.  | Fabio Pasini         | 41     |
| 67.  | Candide Pralong      | 40     |
| 68.  | Michael Schnetzer    | 39     |

| Rang | Name                  | Punkte |
| ---- | --------------------- | ------ |
| 69.  | Florian Kostner       | 38     |
| 70.  | Daniele Compagnoni    | 36     |
| 71.  | Matija Rimahazi       | 31     |
| 72.  | Bastien Buttin        | 29     |
| 72.  | Phlip Furrer          | 29     |
| 72.  | Enrico Nizzi          | 29     |
| 75.  | Thomas Grader         | 28     |
| 76.  | Javier Gutierrez      | 24     |
| 77.  | Niklas Liederer       | 23     |
| 78.  | Johannes Dürr         | 21     |
| 78.  | Andy Gerstenberger    | 21     |
| 80.  | Janmatie Kostner      | 20     |
| 81.  | Domen Potocnik        | 19     |
| 81.  | Alex Vanzetta         | 19     |
| 83.  | Bastien Buttin        | 17     |
| 83.  | Dietmar Nöckler       | 17     |
| 85.  | Francois Vierin       | 14     |
| 86.  | Jovian Hediger        | 13     |
| 87.  | Gert Bachner          | 12     |
| 88.  | Mirko Ceolan          | 10     |
| 88.  | Richard Vuillermoz    | 10     |
| 90.  | Gregor Kalj           | 9      |
| 90.  | Imanol Rojo           | 9      |
| 90.  | Diego Ruiz            | 9      |
| 93.  | Luka Prosen           | 8      |
| 94.  | Matthew Phillip Gelso | 5      |
| 94.  | Bostjan Klavzar       | 5      |
| 94.  | Cristian Zorzi        | 5      |
| 97.  | Michael Eberharter    | 4      |
| 97.  | Brian Gregg           | 4      |
| 97.  | David Wieser          | 4      |
| 100. | Baptiste Gros         | 3      |
| 100. | Ioseba Rojo           | 3      |

| Endstand (Top 10) |                        |        |
| \| Rang \| Name \| Punkte \| \| ---- \| ---------------------- \| ------ \| \| 01 \| Adrien Backscheider \| 1576 \| \| 02 \| Claudio Muller \| 0992 \| \| 03 \| Erwan Käser \| 0929 \| \| 04 \| Max Hauke \| 0750 \| \| 05 \| Florian Notz \| 0698 \| \| 06 \| Giandomenico Salvadori \| 0586 \| \| 07 \| Livio Bieler \| 0555 \| \| 08 \| Francesco De Fabiani \| 0402 \| \| 09 \| Martin Weisheit \| 0380 \| \| 10 \| Clément Parisse \| 0378 \| |                        |        |
| Rang | Name                   | Punkte |
| 01 | Adrien Backscheider    | 1576   |
| 02 | Claudio Muller         | 0992   |
| 03 | Erwan Käser            | 0929   |
| 04 | Max Hauke              | 0750   |
| 05 | Florian Notz           | 0698   |
| 06 | Giandomenico Salvadori | 0586   |
| 07 | Livio Bieler           | 0555   |
| 08 | Francesco De Fabiani   | 0402   |
| 09 | Martin Weisheit        | 0380   |
| 10 | Clément Parisse        | 0378   |

## Frauen

### Resultate
| 1. Alpencup in Pokljuka, 10. und 11. Dezember 2011 | 1. Alpencup in Pokljuka, 10. und 11. Dezember 2011 | 1. Alpencup in Pokljuka, 10. und 11. Dezember 2011 | 1. Alpencup in Pokljuka, 10. und 11. Dezember 2011 | 1. Alpencup in Pokljuka, 10. und 11. Dezember 2011 |
| -------------------------------------------------- | -------------------------------------------------- | -------------------------------------------------- | -------------------------------------------------- | -------------------------------------------------- |
| Datum                                              | Disziplin                                          | Erster Platz                                       | Zweiter Platz                                      | Dritter Platz                                      |
| 10. Dezember 2011                                  | 5 km klassisch                                     | Alena Sannikawa                                    | Olga Mikhailova                                    | Katerina Smutna                                    |
| 11. Dezember 2011                                  | 5 km Freistil                                      | Olga Mikhailova                                    | Célia Aymonier                                     | Sara Pellegrini                                    |

| 2. Alpencup in St.Ulrich, 16. bis 18. Dezember 2011 | 2. Alpencup in St.Ulrich, 16. bis 18. Dezember 2011 | 2. Alpencup in St.Ulrich, 16. bis 18. Dezember 2011 | 2. Alpencup in St.Ulrich, 16. bis 18. Dezember 2011 | 2. Alpencup in St.Ulrich, 16. bis 18. Dezember 2011 |
| --------------------------------------------------- | --------------------------------------------------- | --------------------------------------------------- | --------------------------------------------------- | --------------------------------------------------- |
| Datum                                               | Disziplin                                           | Erster Platz                                        | Zweiter Platz                                       | Dritter Platz                                       |
| 16. Dezember 2011                                   | Sprint Freistil                                     | Sandra Ringwald                                     | Lucia Anger                                         | Manon Locatelli                                     |
| 17. Dezember 2011                                   | 5 km klassisch                                      | Alena Sannikawa                                     | Célia Aymonier                                      | Élodie Bourgeois-Pin                                |
| 18. Dezember 2011                                   | 10 km Freistil Mst.                                 | Monique Siegel                                      | Sandra Ringwald                                     | Aurélie Dabudyk                                     |

| 3. Alpencup in Arvieux, 6. bis 8. Januar 2012 | 3. Alpencup in Arvieux, 6. bis 8. Januar 2012 | 3. Alpencup in Arvieux, 6. bis 8. Januar 2012 | 3. Alpencup in Arvieux, 6. bis 8. Januar 2012 | 3. Alpencup in Arvieux, 6. bis 8. Januar 2012 |
| --------------------------------------------- | --------------------------------------------- | --------------------------------------------- | --------------------------------------------- | --------------------------------------------- |
| Datum                                         | Disziplin                                     | Erster Platz                                  | Zweiter Platz                                 | Dritter Platz                                 |
| 6. Januar 2012                                | 2,5 km klassisch                              | Jessica Müller                                | Carole Maguet                                 | Lucia Scardoni                                |
| 7. Januar 2012                                | 5 km Freistil                                 | Lucia Scardoni                                | Célia Aymonier                                | Aurélie Dabudyk                               |
| 8. Januar 2012                                | 10 km klassisch Verfolgung                    | Lucia Scardoni                                | Evi Sachenbacher-Stehle                       | Aurélie Dabudyk                               |

| 4. Alpencup in Zwiesel, 14. und 15. Januar 2012 | 4. Alpencup in Zwiesel, 14. und 15. Januar 2012 | 4. Alpencup in Zwiesel, 14. und 15. Januar 2012 | 4. Alpencup in Zwiesel, 14. und 15. Januar 2012 | 4. Alpencup in Zwiesel, 14. und 15. Januar 2012 |
| ----------------------------------------------- | ----------------------------------------------- | ----------------------------------------------- | ----------------------------------------------- | ----------------------------------------------- |
| Datum                                           | Disziplin                                       | Erster Platz                                    | Zweiter Platz                                   | Dritter Platz                                   |
| 14. Januar 2012                                 | Sprint Freistil                                 | Tatjana Stiffler                                | Laure Tassion                                   | Aurélie Dabudyk                                 |
| 15. Januar 2012                                 | 15 km Skiathlon                                 | Aurélie Dabudyk                                 | Elisabeth Schicho                               | Célia Aymonier                                  |

| 5. Alpencup in Campra, 3. bis 5. Februar 2012 | 5. Alpencup in Campra, 3. bis 5. Februar 2012 | 5. Alpencup in Campra, 3. bis 5. Februar 2012 | 5. Alpencup in Campra, 3. bis 5. Februar 2012 | 5. Alpencup in Campra, 3. bis 5. Februar 2012 |
| --------------------------------------------- | --------------------------------------------- | --------------------------------------------- | --------------------------------------------- | --------------------------------------------- |
| Datum                                         | Disziplin                                     | Erster Platz                                  | Zweiter Platz                                 | Dritter Platz                                 |
| 3. Februar 2012                               | Sprint klassisch                              | Sandra Ringwald                               | Doris Trachsel                                | Tatjana Stiffler                              |
| 4. Februar 2012                               | 10 km klassisch                               | Sandra Ringwald                               | Doris Trachsel                                | Manon Locatelli                               |
| 5. Februar 2012                               | 10 km Freistil Verfolgung                     | Monique Siegel                                | Veronica Cavallar                             | Manon Locatelli                               |

| 6. Alpencup in Rogla, 10. und 11. März 2012 | 6. Alpencup in Rogla, 10. und 11. März 2012 | 6. Alpencup in Rogla, 10. und 11. März 2012 | 6. Alpencup in Rogla, 10. und 11. März 2012 | 6. Alpencup in Rogla, 10. und 11. März 2012 |
| ------------------------------------------- | ------------------------------------------- | ------------------------------------------- | ------------------------------------------- | ------------------------------------------- |
| Datum                                       | Disziplin                                   | Erster Platz                                | Zweiter Platz                               | Dritter Platz                               |
| 10. März 2012                               | 5 km Freistil                               | Alenka Čebašek                              | Barbara Jezeršek                            | Ilaria Debertolis                           |
| 11. März 2012                               | 15 km klassisch Mst                         | Barbara Jezeršek                            | Aurélie Dabudyk                             | Alenka Čebašek                              |

| 7. Alpencup in Toblach, 16. bis 18. März 2012 | 7. Alpencup in Toblach, 16. bis 18. März 2012 | 7. Alpencup in Toblach, 16. bis 18. März 2012 | 7. Alpencup in Toblach, 16. bis 18. März 2012 | 7. Alpencup in Toblach, 16. bis 18. März 2012 |
| --------------------------------------------- | --------------------------------------------- | --------------------------------------------- | --------------------------------------------- | --------------------------------------------- |
| Datum                                         | Disziplin                                     | Erster Platz                                  | Zweiter Platz                                 | Dritter Platz                                 |
| 16. März 2012                                 | 2,5 km Freistil                               | Alenka Čebašek                                | Holly Brooks                                  | Barbara Jezeršek                              |
| 17. März 2012                                 | 5 km klassisch                                | Holly Brooks                                  | Barbara Jezeršek                              | Alenka Čebašek                                |
| 18. März 2012                                 | 10 km Freistil Verfolgung                     | Debora Agreiter                               | Barbara Jezeršek                              | Holly Brooks                                  |

### Junioren Resultate
| Datum                                | Austragungsort | Altersklasse | Disziplin                  | Sieger           | Zweiter                 | Dritter                 |
| ------------------------------------ | -------------- | ------------ | -------------------------- | ---------------- | ----------------------- | ----------------------- |
| 10. Dezember 2011                    | Pokljuka       | U20          | 5 km klassisch             | Theresa Eichhorn | Eva Severrus            | Anja Erzen              |
| 11. Dezember 2011                    | Pokljuka       | U20          | 5 km Freistil              | Lea Einfalt      | Anamarija Lampič        | Sigrid Montigny         |
| Skilanglauf-Europameisterschaft 2012 |                |              |                            |                  |                         |                         |
| 16. Dezember 2011                    | St.Ulrich      | U18          | Sprint                     | Anamarija Lampič | Petra Hyncicova         | Lea Einfalt             |
| 17. Dezember 2011                    | St.Ulrich      | U18          | 10 km klassisch            | Lea Einfalt      | Anamarija Lampič        | Anna Roswitha Seebacher |
| 18. Dezember 2011                    | St.Ulrich      | U18          | 7,5 km klassisch Mst       | Lisa Unterweger  | Anna Roswitha Seebacher | Petra Hyncicova         |
| 16. Dezember 2011                    | St.Ulrich      | U20          | Sprint                     | Jelena Soboljowa | Nathalie Schwarz        | Greta Laurent           |
| 17. Dezember 2011                    | St.Ulrich      | U20          | 5 km klassisch             | Jelena Soboljowa | Lea Einfalt             | Anamarija Lampič        |
| 18. Dezember 2011                    | St.Ulrich      | U20          | 10 km klassisch Mst        | Theresa Eichhorn | Christa Jäger           | Jelena Soboljowa        |
| 6. Januar 2012                       | Arvieux        | U20          | 2,5 km klassisch           | Laura Gimmler    | Anja Erzen              | Eva Wolf                |
| 7. Januar 2012                       | Arvieux        | U20          | 5 km Freistil              | Nika Razinger    | Christa Jäger           | Sigrid Montigny         |
| 8. Januar 2012                       | Arvieux        | U20          | 10 km klassisch Verfolgung | Anja Erzen       | Nika Razinger           | Theresa Eichhorn        |
| 14. Januar 2012                      | Zwiesel        | U20          | Sprint Freistil            | Christa Jäger    | Nathalie Schwarz        | Nika Razinger           |
| 15. Januar 2012                      | Zwiesel        | U20          | 10 km Skiathlon            | Anja Erzen       | Vanessa Hinz            | Nika Razinger           |
| 3. Februar 2012                      | Campra         | U20          | Sprint klassisch           | Anja Erzen       | Nathalie Schwarz        | Giulia Stürz            |
| 4. Februar 2012                      | Campra         | U20          | 5 km klassisch             | Anja Erzen       | Teresa Stadlober        | Veronika Mayerhofer     |
| 5. Februar 2012                      | Campra         | U20          | 10 km Freistil Verfolgung  | Teresa Stadlober | Anja Erzen              | Veronika Mayerhofer     |
| 10. März 2012                        | Rogla          | U20          | 5 km Freistil              | Anamarija Lampič | Nika Razinger           | Lea Einfalt             |
| 11. März 2012                        | Rogla          | U20          | 10 km klassisch Mst        | Anamarija Lampič | Teresa Stadlober        | Lea Einfalt             |
| 16. März 2012                        | Toblach        | U20          | 2,5 km Freistil            | Anamarija Lampič | Lea Einfalt             | Anja Erzen              |
| 17. März 2012                        | Toblach        | U20          | 5 km klassisch             | Anamarija Lampič | Victoria Carl           | Teresa Stadlober        |
| 18. März 2012                        | Toblach        | U20          | 10 km Freistil Verfolgung  | Lea Einfalt      | Teresa Stadlober        | Julia Devaux            |

### Gesamtwertung Frauen
| Rang | Name                    | Punkte |
| ---- | ----------------------- | ------ |
| 01   | Célia Aymonier          | 962    |
| 02   | Lucia Scardoni          | 759    |
| 03   | Sandra Ringwald         | 756    |
| 04   | Aurélie Dabudyk         | 708    |
| 05   | Barbara Jezeršek        | 650    |
| 06   | Manon Locatelli         | 561    |
| 07   | Jessica Müller          | 511    |
| 08   | Alenka Čebašek          | 500    |
| 09   | Elisabeth Schicho       | 449    |
| 010  | Mirjam Cossettini       | 387    |
| 11.  | Carole Maguet           | 377    |
| 11.  | Tatjana Stiffler        | 377    |
| 13.  | Ilaria Debertolis       | 370    |
| 14.  | Lucia Anger             | 360    |
| 14.  | Evi Sachenbacher-Stehle | 360    |
| 16.  | Laura Orgué             | 354    |
| 17.  | Laure Tassion           | 353    |
| 18.  | Melissa Gorra           | 348    |
| 19.  | Monique Siegel          | 346    |

| Rang | Name                 | Punkte |
| ---- | -------------------- | ------ |
| 20.  | Sara Pellegrini      | 287    |
| 21.  | Marion Buillet       | 278    |
| 22.  | Debora Agreiter      | 277    |
| 23.  | Kerstin Muschet      | 227    |
| 24.  | Doris Trachsel       | 210    |
| 25.  | Élodie Bourgeois-Pin | 209    |
| 26.  | Coraline Hugue       | 170    |
| 27.  | Rahel Imoberdorf     | 154    |
| 28.  | Lucile Mouilleseaux  | 145    |
| 29.  | Marina Piller        | 138    |
| 30.  | Lisa Morandini       | 137    |
| 31.  | Barbara Antonelli    | 135    |
| 32.  | Marion Colin         | 130    |
| 33.  | Veronika Cavallar    | 125    |
| 34.  | Stephanie Santer     | 109    |
| 35.  | Katerina Smutna      | 100    |
| 36.  | Eliza Hernandez      | 088    |
| 37.  | Marine Dewäle        | 080    |
| 38.  | Marion Simille       | 078    |

| Rang | Name                      | Punkte |
| ---- | ------------------------- | ------ |
| 39.  | Stefanie Sprecher         | 64     |
| 40.  | Gaia Vuerich              | 63     |
| 41.  | Gaëtane Perret            | 51     |
| 42.  | Natascia Leonardi Cortesi | 50     |
| 43.  | Rosie Brennan             | 45     |
| 44.  | Francesca di Sopra        | 42     |
| 44.  | Alina Golzow              | 42     |
| 46.  | Hanna Kolb                | 40     |
| 47.  | Ursina Badilatti          | 39     |
| 48.  | Carmen Emmenegger         | 38     |
| 49.  | Rebecca Rorabaugh         | 36     |
| 50.  | Ladina Lechner            | 35     |
| 51.  | Valentina Vuerich         | 34     |
| 52.  | Chantal Carlen            | 32     |
| 53.  | Alice Longo               | 24     |
| 53.  | Patrizia Sprecher         | 24     |
| 55.  | Silvia Rupil              | 22     |
| 56.  | Elisa Matli               | 20     |
| 57.  | Jennifer Egger            | 9      |

| Endstand (Top 10) |                     |        |
| \| Rang \| Name \| Punkte \| \| ---- \| ------------------- \| ------ \| \| 01 \| Anja Erzen \| 1215 \| \| 02 \| Nika Razinger \| 0859 \| \| 03 \| Teresa Stadlober \| 0819 \| \| 04 \| Anamarija Lampič \| 0765 \| \| 05 \| Theresa Eichhorn \| 0693 \| \| 06 \| Lea Einfalt \| 0615 \| \| 07 \| Veronika Mayerhofer \| 0609 \| \| 08 \| Christa Jäger \| 0590 \| \| 09 \| Sigrid Montigny \| 0588 \| \| 10 \| Nathalie Schwarz \| 0517 \| |                     |        |
| Rang | Name                | Punkte |
| 01 | Anja Erzen          | 1215   |
| 02 | Nika Razinger       | 0859   |
| 03 | Teresa Stadlober    | 0819   |
| 04 | Anamarija Lampič    | 0765   |
| 05 | Theresa Eichhorn    | 0693   |
| 06 | Lea Einfalt         | 0615   |
| 07 | Veronika Mayerhofer | 0609   |
| 08 | Christa Jäger       | 0590   |
| 09 | Sigrid Montigny     | 0588   |
| 10 | Nathalie Schwarz    | 0517   |